# Хойське сільське поселення
Хойське сільське поселення (рос. Хойское сельское поселение) — сільське поселення у складі Веденського району Чечні Російської Федерації з адміністративним центром в селі Хой. Кількість населення становить 102 особи (2022).

## Населення
Кількість населення становила (станом на 1 січня): 2010 року — 90, 2012 року — 97, 2013 року — 97, 2014 року — 101, 2015 року — 103, 2016 року — 98, 2017 року — 98, 2018 року — 99, 2019 року — 98, 2020 року — 99, 2021 року — 101, 2022 року — 102 особи.

## Населені пункти
- Іхарой
- Кезеной
- Кулінхой
- Харкарой
- Хой

## Історія
Утворене 20 лютого 2009 року, відповідно до закону Чеченської Республіки № 14-Р3 «Про утворення муніципального утворення Веденський район та муніципальних утворень, що входять до його складу, встановлення їхніх кордонів і наділення їх відповідним статусом муніципального району, міського та сільського поселення».